# 川本警察署
川本警察署（かわもとけいさつしょ）は、島根県警察が管轄する警察署の一つである。

## 所在地
- 島根県邑智郡川本町大字川本337番地6

## 管轄区域
- 島根県邑智郡川本町
- 島根県邑智郡美郷町
- 島根県邑智郡邑南町

## 沿革
- 2004年10月1日 桜江町が江津市に編入合併されたため、同区域を江津警察署へ移管。

## 署所在地
（）の中は所在地。
- 川本警察署内（邑智郡川本町大字川本337番地6）

## 組織
- 総務課 - 総務係、会計係、被害者支援係、警察相談係
- 生活安全刑事課 - 生活安全係、告訴・告発対応係、捜査係、鑑識係
- 地域課 - 地域係、パトロール係
- 交通課 - 交通係
- 警備課 - 警備係

## 駐在所
（）の中は所在地。

### 川本町
- 三原駐在所（邑智郡川本町大字南佐木165番地3）

### 美郷町
- 粕淵駐在所（邑智郡美郷町粕渕181番地5）
- 吾郷駐在所（邑智郡美郷町簗瀬198番地5）
- 沢谷駐在所（邑智郡美郷町九日市123番地11）
- 大和駐在所（邑智郡美郷町長藤172番地1）

### 邑南町
- 矢上駐在所（邑智郡邑南町矢上938番地10）
- 井原駐在所（邑智郡邑南町井原1963番地4）
- 日貫駐在所（邑智郡邑南町日貫3047番地）
- 田所駐在所（邑智郡邑南町下田所322番地4）
- 市木駐在所（邑智郡邑南町市木2094番地20）
- 出羽駐在所（邑智郡邑南町出羽イ281番地5）
- 羽須美駐在所（邑智郡邑南町下口羽442番地8）

## 主な未解決事件
- 1981年7月16日深夜、邑智郡石見町（現：邑南町）井原の民家で就寝中のはずだった小学校1年生（当時）の女児が何者かに連れ出され、翌日近くの畑で絞殺遺体となって発見された事件。すぐに近所に住む当時38歳の男性が被疑者として検挙されたが、裁判の結果無罪となり、真犯人を探し出せないまま1996年7月17日0時に公訴時効が成立した。無罪確定から公訴時効成立までは6年以上あったが、積極的に捜査が行われることはなかったという（物証が乏しいことや当時の職員がほとんどいなくなっていたことも一因と思われる）。